# Never Forget You (canción de MNEK y Zara Larsson)
«Never Forget You» —literalmente en español: —nunca te olvidaré— es una canción de la cantante sueca Zara Larsson y el cantante británico MNEK. La canción fue lanzada en el Reino Unido el 22 de julio de 2015, como una descarga digital. La canción alcanzó el número 5 en la lista de singles del Reino Unido, el número 2 en Noruega, el número 1 en Suecia, el número 5 en Dinamarca y 4 en Finlandia, y se convirtió en tanto Larsson y de MNEK el primer exitoso sencillo en Estados Unidos, alcanzando el número 13 en abril de 2016. el sencillo está certificado platino 4x en Suecia y oro en Estados Unidos. Una versión acústica se presentó en CBBC Oficial Chart Show el 23 de octubre de 2015.

## Video musical
Un vídeo musical para acompañar el lanzamiento de «Never Forget You» fue lanzado por primera vez en YouTube el 17 de septiembre de 2015 a una longitud total de cuatro minutos y dos segundos. En abril de 2016 ha recibido más de 100 millones de visitas.
El video musical cuenta con una chica que conoce a una criatura, o, conoce a un amigo imaginario. Muestra que la niña crece y siempre está pensando o recordando pasar el tiempo con la criatura (interpretado por Chris Fleming) que es su amigo imaginario. El video fue filmado en Islandia y fue dirigido por Richard Paris Wilson. el DJ Slushii lanzó un remix

## Lista de canciones
Descarga digital – single

| N.º | Título             | Duración |  |
| 1.  | «Never Forget You» | 3:33     |  |

Descarga digital – EP

| N.º | Título                                                      | Duración |  |
| 1.  | «Never Forget You» (MNEK VIP)                               | 6:01     |  |
| 2.  | «Never Forget You» (LuvBug Remix)                           | 4:43     |  |
| 3.  | «Never Forget You» (Bearcubs Remix)                         | 4:05     |  |
| 4.  | «Never Forget You» (Kove Remix)                             | 4:13     |  |
| 5.  | «Never Forget You» (Mr. Belt and Wezol Remix)               | 4:55     |  |
| 6.  | «Never Forget You» (Ragz Originale Remix) (con Nick Brewer) | 3:02     |  |

## Posicionamiento en listas
| Listas (2015–2016)                          | Mejor posición |
| ------------------------------------------- | -------------- |
| Australia (ARIA)                            | 3              |
| Austria (Ö3 Austria Top 40)                 | 44             |
| Bélgica (Flandes) (Ultratop 50)             | 9              |
| Bélgica (Valonia) (Ultratip Bubbling Under) | 11             |
| Canadá (Canadian Hot 100)                   | 15             |
| Canadá (Billboard)                          | 8              |
| República Checa (Rádio Top 100)             | 69             |
| República Checa (Singles Digitál Top 100)   | 20             |
| Dinamarca (Tracklisten)                     | 5              |
| Europa (Euro Digital Songs)                 | 11             |
| Finlandia (OFC)                             | 4              |
| Francia (SNEP)                              | 105            |
| Alemania (Media Control AG)                 | 20             |
| Alemania (Airplay Chart)                    | 27             |
| Irlanda (IRMA)                              | 15             |
| Italia (FIMI)                               | 52             |
| México Ingles Airplay (Billboard)           | 13             |
| Países Bajos (Dutch Top 40)                 | 8              |
| Países Bajos (Mega Single Top 100)          | 8              |
| Nueva Zelanda (Recorded Music NZ)           | 6              |
| Noruega (VG-lista)                          | 2              |
| Polonia (Polish Airplay Top 100)            | 43             |
| Escocia (Scottish Singles Sales Chart)      | 12             |
| Eslovaquia (Rádio Top 100)                  | 45             |
| Eslovaquia (Singles Digitál Top 100)        | 18             |
| Suecia (Sverigetopplistan)                  | 1              |
| Suiza (Schweizer Hitparade)                 | 32             |
| Reino Unido (UK Singles Chart)              | 5              |
| Reino Unido (UK Dance Chart)                | 1              |
| Estados Unidos (Billboard Hot 100)          | 13             |
| Estados Unidos (Dance/Electronic Songs)     | 1              |
| Estados Unidos (Adult Top 40)               | 16             |
| Estados Unidos (Mainstream Top 40)          | 5              |
| Estados Unidos (Rhythmic)                   | 27             |

| Listas (2015)                         | Mejor posición |
| ------------------------------------- | -------------- |
| Australia (ARIA)                      | 65             |
| Países Bajos (Dutch Top 40)           | 95             |
| Suecia (Sverigetopplistan)            | 47             |
| Reino Unido (Official Charts Company) | 47             |

| Listas (2016)                           | Mejor posición |
| --------------------------------------- | -------------- |
| Australia (ARIA)                        | 87             |
| Bélgica (Ultratop Flanders)             | 75             |
| Canadá (Canadian Hot 100)               | 45             |
| Alemania (Official German Charts)       | 78             |
| Países Bajos (Dutch Top 40)             | 45             |
| Países Bajos (Single Top 100)           | 49             |
| Nueva Zelanda (Recorded Music NZ)       | 42             |
| Suiza (Schweizer Hitparade)             | 65             |
| Reino Unido (Official Charts Company)   | 55             |
| Estados Unidos (Billboard Hot 100)      | 46             |
| Estados Unidos (Dance/Electronic Songs) | 6              |
| Estados Unidos (Mainstream Top 40)      | 30             |

| Listas (2019)  | Mejor Posición |
| -------------- | -------------- |
| Portugal (AFP) | 1555           |

| Listas (2010-2019)                          | Mejor posición |
| ------------------------------------------- | -------------- |
| Estados Unidos (Hot Dance/Electronic Songs) | 24             |

## Certificaciones
| País           | Organismo certificador | Certificación | Ventas certificadas | Simbolización | Ref.   |
| -------------- | ---------------------- | ------------- | ------------------- | ------------- | ------ |
| Alemania       | BVMI                   | Platino       | 400 000             | ▲             | [ 58 ] |
| Australia      | ARIA                   | 5x Platino    | 350 000             | ▲             | [ 59 ] |
| Austria        | IFPI Austria           | Oro           | 15 000              | ●             | [ 60 ] |
| Bélgica        | BEA                    | Platino       | 30 000              | ▲             | [ 61 ] |
| Brasil         | Pro-Música Brasil      | 2x Platino    | 80 000              | ▲             | [ 62 ] |
| Canadá         | Music Canada           | 3x Platino    | 240 000             | ▲             | [ 63 ] |
| Dinamarca      | IFPI Dinamarca         | 2x Platino    | 120 000             | ▲             | [ 64 ] |
| Estados Unidos | RIAA                   | 3x Platino    | 3 000 000           | ▲             | [ 65 ] |
| Finlandia      | Musiikkituottajat      | Platino       | 10 000              | ▲             | [ 66 ] |
| Francia        | SNEP                   | Oro           | 66 666              | ●             | [ 67 ] |
| Irlanda        | IRMA                   | Platino       | 15 000              | ▲             | [ 68 ] |
| Italia         | FIMI                   | Platino       | 50 000              | ▲             | [ 69 ] |
| Noruega        | IFPI Noruega           | 3x Platino    | 120 000             | ▲             | [ 70 ] |
| Nueva Zelanda  | RMNZ                   | 2x Platino    | 30 000              | ▲             | [ 71 ] |
| Países Bajos   | NVPI                   | 4× Platino    | 120 000             | ▲             | [ 72 ] |
| Polonia        | ZPAV                   | 2x Platino    | 40 000              | ▲             | [ 73 ] |
| Portugal       | AFP                    | Oro           | 10 000              | ●             | [ 74 ] |
| Reino Unido    | BPI                    | 2x Platino    | 1 200 000           | ▲             | [ 75 ] |
| Suecia         | GLF                    | 5x Platino    | 200 000             | ▲             | [ 76 ] |
| Suiza          | IFPI                   | Platino       | 30 000              | ▲             | [ 77 ] |

## Historial de lanzamientos
| Región         | Fecha                    | Formato          | Discográfica      |
| -------------- | ------------------------ | ---------------- | ----------------- |
| Reino Unido    | 22 de julio de 2015      | Descarga digital | Virgin EMI · Epic |
| Estados Unidos | 10 de septiembre de 2015 | Descarga digital | Epic              |